# Rakiwka (obwód kijowski)
Rakiwka (ukr. Раківка) – wieś na Ukrainie, w obwodzie kijowskim, w rejonie buczańskim, w hromadzie Bucza. W 2022 liczyła 256 mieszkańców, spośród których 256 wskazało jako ojczysty język ukraiński.